# Tabanidae
I tabanidi o tafàni (Tabanidae Latreille, 1802) sono una famiglia cosmopolita di insetti dell'ordine dei Ditteri (Brachycera: Tabanomorpha). Tradizionalmente inclusi nel raggruppamento degli Orthorrhapha o Brachiceri inferiori, rappresentano una delle famiglie più importanti per numero di specie, diffusione e, soprattutto, per la ricorrente ematofagia delle femmine e le implicazioni di carattere sanitario, medico e veterinario. Per questo motivo, i tafani rientrano fra i ditteri più studiati e più conosciuti, sia nella biologia, sia nella sistematica. Vi sono comprese circa 4.400 specie descritte.
I tafani sono conosciuti in inglese con il nome comune di horse flies ("mosche cavalline"). Il nome "mosca cavallina" ricorre talvolta anche nell'italiano, ma il suo uso è alquanto ambiguo in quanto è usato per indicare anche altri brachiceri ematofagi, in genere la Hippobosca equina oppure la Stomoxys calcitrans.

## Descrizione
Apparentemente simili ai comuni muscoidi, in realtà differiscono da questi per molteplici caratteri. La morfologia dei tafani è infatti caratterizzata dalla presenza di caratteri tipicamente primitivi che risaltano, più o meno evidenti, a un esame più attento. Bisogna specificare che sono attratti dal calore poiché hanno degli occhi termici, perciò l'unico modo efficace per combatterli è l'uso della trappola per tafani.

### Adulto
L'adulto dei tabanidi è un insetto di medie o grandi dimensioni, con corpo robusto, lungo da 5 a 30 mm. Il tegumento è generalmente rivestito da una peluria, ma non presenta setole sviluppate. Le livree sono in genere poco appariscenti, con colorazioni variabili dal nero al grigio al bruno al giallastro. Come nella generalità dei Tabanomorpha, sono caratterizzati da un dimorfismo sessuale che si evidenzia principalmente nella conformazione degli occhi. Un altro elemento di differenziazione nella morfologia dei sessi, ricorrente ma non esclusivo di questa famiglia, è la conformazione dell'apparato boccale, adattato all'ematofagia nella femmina.
Il capo è largo e di forma semisferica, oloptico nel maschio e dicoptico nella femmina. Gli occhi composti sono ben sviluppati in entrambi i sessi, spesso iridescenti con pigmentazioni zonali distinte. Gli ocelli possono essere presenti, in numero di tre, oppure assenti o rudimentali. Le antenne sono morfologicamente riconducibili al tipo aristato, ma hanno la struttura primitiva tipica della generalità dei Tabanomorpha: il flagello presenta il primo flagellomero (terzo articolo antennale) morfologicamente distinto, generalmente più grande rispetto agli altri antennomeri, sormontato all'apice da uno stilo segmentato composto da 2-8 articoli a forma di anello e progressivamente più sottili.
|  | Un esempio della vivacità cromatica degli occhi dei Tabanidi. |  | Morfologia dell'antenna nei Tabaninae. |

L'apparato boccale è breve e robusto, di tipo perforante-succhiante nella femmina delle specie ematofaghe e succhiante non perforante nel maschio di tutte le specie e nelle femmine non ematofaghe. L'apparato boccale pungente ha la conformazione di un breve pungiglione atto a lacerare, più che a perforare, la cute dell'ospite e succhiarne il sangue. Il labbro superiore è conformato a doccia aperta ventralmente (lato orale), rivestita dall'epifaringe. Le mandibole e le lacinie mascellari sono trasformate in stiletti conformati a lama tagliente, i palpi mascellari sono composti da 1-2 articoli; sono ben sviluppati, allungati e ingrossati, ma non partecipano alla funzione perforante-succhiante. La prefaringe è anch'essa stilettiforme ed è percorsa al suo interno dal canale salivare. Il labbro inferiore è più sviluppato in lunghezza, è di consistenza carnosa, è conformato a doccia, aperta anteriormente, e termina all'estremità distale con due espansioni carnose (labelli). In posizione di riposo, tutte le appendici boccali sono alloggiate nella doccia del labbro inferiore, con l'eccezione dei palpi mascellari che sono posizionati anteriormente rispetto alla proboscide. I maschi hanno mandibole non funzionali e non sono perciò in grado di pungere.
|  | Ingrandimento al microscopio dell'apparato boccale, con i palpi mascellari (più esterni), i labelli (al centro, più sviluppati) e gli stiletti boccali (al centro, sottili). |  | Sezione schematica. a: labbro superiore; b: epifaringe; c: canale alimentare; d: palpo mascellare; e: mandibola; f: mascella; g: prefaringe; h: canale salivare; i: labello |

Il torace è ampio e poco convesso. Le zampe sono relativamente brevi, hanno pretarsi provvisti di tre lobi subeguali (un arolio e due pulvilli) e speroni all'estremità delle tibie medie e talvolta anche in quelle posteriori. Le ali sono ben sviluppate, completamente trasparenti o più o meno pigmentate, talvolta a bande (es. Chrysops), ripiegate orizzontalmente a V in fase di riposo ai lati dell'addome. I bilancieri sono sormontati da un'ampia squama alare, detta caliptra.
L'addome è largo e leggermente compresso in senso dorso-ventrale e mostra sette uriti apparenti.

Schema della nervatura alare.
Nervature longitudinali: C: costa; Sc: subcosta; R: radio; M: media; Cu: cubito; A: anale.
Nervature trasversali: h: omerale; r-m: radio-mediale; m-m: mediale; m-cu: medio-cubitale.
Cellule: d: discale; br: 1ª basale; bm: 2ª basale; r_{1}: marginale; r_{3}: 1ª submarginale; r_{4}: 2ª submarginale; r_{5}: 1ª posteriore; m_{1}: 2ª posteriore; m_{2}: 3ª posteriore; m_{3}: 4ª posteriore; cup: cellula cup.

La nervatura alare ha la struttura primitiva tipica della generalità dei Tabanoidea ed è sostanzialmente simile a quella dei Rhagionidae e degli Athericidae, con cui condivide le seguenti caratteristiche:
- la costa è estesa all'intero margine dell'ala;
- la radio si suddivide in quattro ramificazioni (R1, R2+3, R4 e R5), con settore radiale relativamente lungo e con ramo R2+3 tendente a convergere verso la terminazione di R1 a seguito di una curvatura con concavità verso il margine costale;
- la media suddivisa in quattro ramificazioni (M1, M2, M3 e M4);
- la cellula discale è presente, per chiusura da parte della nervatura trasversa mediale (m-m);
- i tratti terminali delle vene M1, M2 e M3 hanno origine dai vertici distali della cellula discale;
- la cubito e la prima anale convergono e si uniscono poco prima del margine, chiudendo la cellula cup.

Rispetto agli Athericidae, la nervatura alare dei Tabanidi si differenzia per i seguenti caratteri:
- l'apertura della cellula marginale (R1) è ampia per la distanza che intercorre fra le terminazioni di R1 e R2+3
- la seconda cellula submarginale è molto ampia per l'apertura della biforcazione R4+5 e per la lunghezza relativa dei due rami terminali;
- la terza e la quarta cellula posteriore (M2 e M3) hanno ampiezze uguali per i percorsi paralleli dei rami M3 e M4;
- le due cellule basali (bm e br) sono relativamente brevi per la posizione centrale della cellula discale.

Rispetto ai Rhagionidae, la nervatura nei Tabanidi si differenzia invece per i seguenti caratteri:
- la biforcazione R4+5 è ottusa, con rami terminali ampiamente divergenti;
- la seconda cellula submarginale si apre in corrispondenza dell'apice dell'ala, perciò i rami R4 e R5 confluiscono rispettivamente prima e dopo l'apice.
- la curvatura del ramo M1 è moderata e assume perciò un percorso sostanzialmente parallelo a quello di M2;
- con l'eccezione del genere Chasmia, la cellula cup è sempre chiusa (aperta invece in alcuni generi rappresentativi dei Rhagionidae).

### Larva
La larva dei tabanidi è apoda e microcefala, con capsula cefalica piccola e conica, in parte infossata nel torace. Il corpo è cilindrico, affusolato nella zona cefalica. Il segmenti toracici e quelli addominali portano per la maggior parte un caratteristico cercine anulare plurilobato.

## Biologia

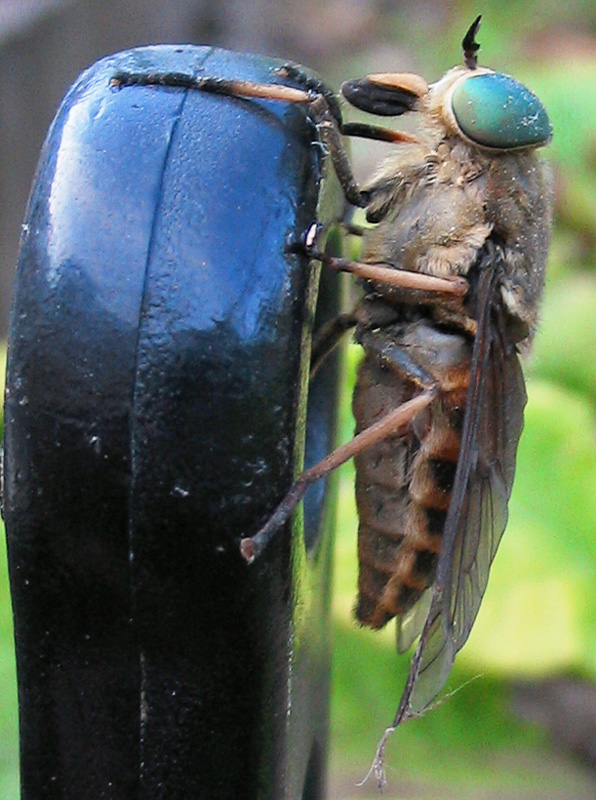
Femmina di Tabanus bromius.

Il ciclo dei tabanidi è univoltino, con una generazione l'anno e svernamento allo stadio di larva. Le femmine dei tafani depongono le uova in masse compatte sulle piante erbacee o altri supporti sopra i substrati adatti alla crescita delle larve, che appena nate si lasciano cadere. Le larve hanno habitat terrestre, semiacquatico o acquatico, ma in genere sono associate ad ambienti umidi, spesso in prossimità di corsi d'acqua, paludi, stagni, ecc. Le larve terrestri vivono in terreni umidi o altri substrati con simili caratteristiche. Il regime dietetico è zoofago e si comportano come predatrici di altri invertebrati. Nella predazione, la larva perfora il tegumento della preda con la robusta capsula cefalica e si alimenta conficcandovi il capo.
Occasionalmente le larve di alcune specie possono passare a un regime fitofago, comportandosi come le larve dei Tipulidae, nutrendosi in genere a spese di piante acquatiche. Eventuali danni economici possono interessare le colture di riso.
Lo sviluppo postembrionale si svolge in 1-2 anni e passa, secondo la specie, attraverso 5-11 stadi larvali e uno di pupa. A maturità, in primavera, la larva si sposta in un substrato asciutto, spesso sabbioso, e completa il ciclo di sviluppo all'interno di una camera sotterranea, priva di protezioni assimilabili a bozzoli o pupari. Lo sfarfallamento avviene all'inizio dell'estate. Gli adulti hanno una vita breve.
L'interesse relativo alla biologia dei tabanidi si concentra in particolare sulle abitudini alimentari degli adulti. Tutti i tafani, allo stadio adulto, si nutrono di nettare ma, analogamente a quanto avviene nei Nematoceri ematofagi, le femmine della maggior parte delle specie devono alimentarsi a spese del sangue dei vertebrati per garantirsi l'apporto proteico necessario a completare la maturazione delle uova.

### Ematofagia

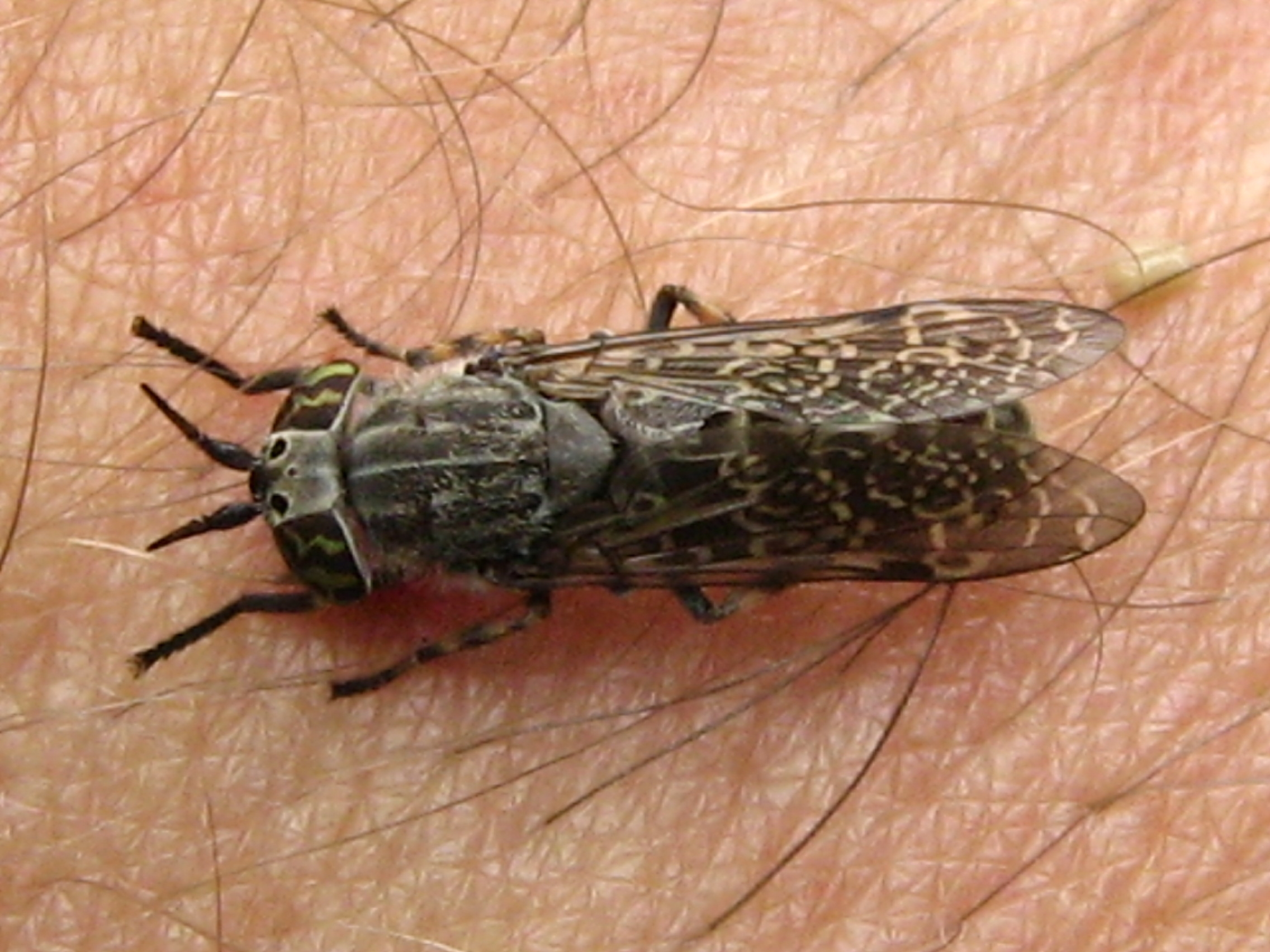
Femmina di Hematopota pluvialis. Deve il suo nome alla particolare aggressività che si manifesta all'approssimarsi dei temporali estivi.

In merito all'ematofagia delle femmine si riscontrano tre differenti comportamenti:
- specie con femmine non ematofaghe: la femmina non necessita mai dell'assunzione di sangue;
- specie con femmine ematofaghe e autovigeniche: la femmina non necessita dell'assunzione di sangue per la prima ovideposizione, ma deve assumere sangue per completare la maturazione delle uova nei cicli successivi;
- specie con femmine ematofaghe non autovigeniche: la femmina necessita sempre dell'assunzione di sangue, anche per completare la maturazione delle uova della prima ovatura.

L'ematofagia dei tafani si manifesta in genere a carico dei grandi mammiferi erbivori, come gli equini e i grandi ruminanti, con l'eccezione degli ovini, ma gli attacchi si possono rivolgere anche ad altri mammiferi. Diverse specie, inoltre, attaccano altri vertebrati come gli uccelli, i rettili e gli anfibi. L'Uomo è attaccato in ambienti rurali e forestali, laddove si rileva un'alta concentrazione di questi mammiferi e dei tabanidi a loro associati. L'attività si svolge in pieno giorno, in giornate calde e afose e in assenza di vento, con la massima intensità in piena e tarda estate. Alcune specie, come Hematopota pluvialis, sono particolarmente aggressive in prossimità dei temporali.
Tipica dei tafani ematofagi è la concentrazione degli attacchi in parti specifiche del corpo, per esempio il capo o gli arti inferiori. Tale comportamento sarebbe dovuto al meccanismo di attrazione, basato sulla percezione dei colori attraverso la vista. Nel 1961 I. M. Mackerras osservò femmine di Pseudotabanus lunulatus accanirsi sugli pneumatici caldi delle auto, scambiati erroneamente per il capo di un possibile ospite. L'attività si svolge con punture insistenti, concentrate nelle stesse parti del corpo della vittima. L'emissione del sangue avrebbe inoltre un effetto attrattivo su altri individui. Nel complesso, questi comportamenti offrono perciò la sensazione di un accanimento insistente e aggressivo, nei confronti della vittima, tale da renderlo proverbiale.
La "puntura" dei tafani è in realtà una lesione effettuata lacerando la pelle con le mandibole taglienti, lasciando fuoriuscire il sangue succhiato per mezzo del canale alimentare.

### Glicifagia e relazioni con le piante

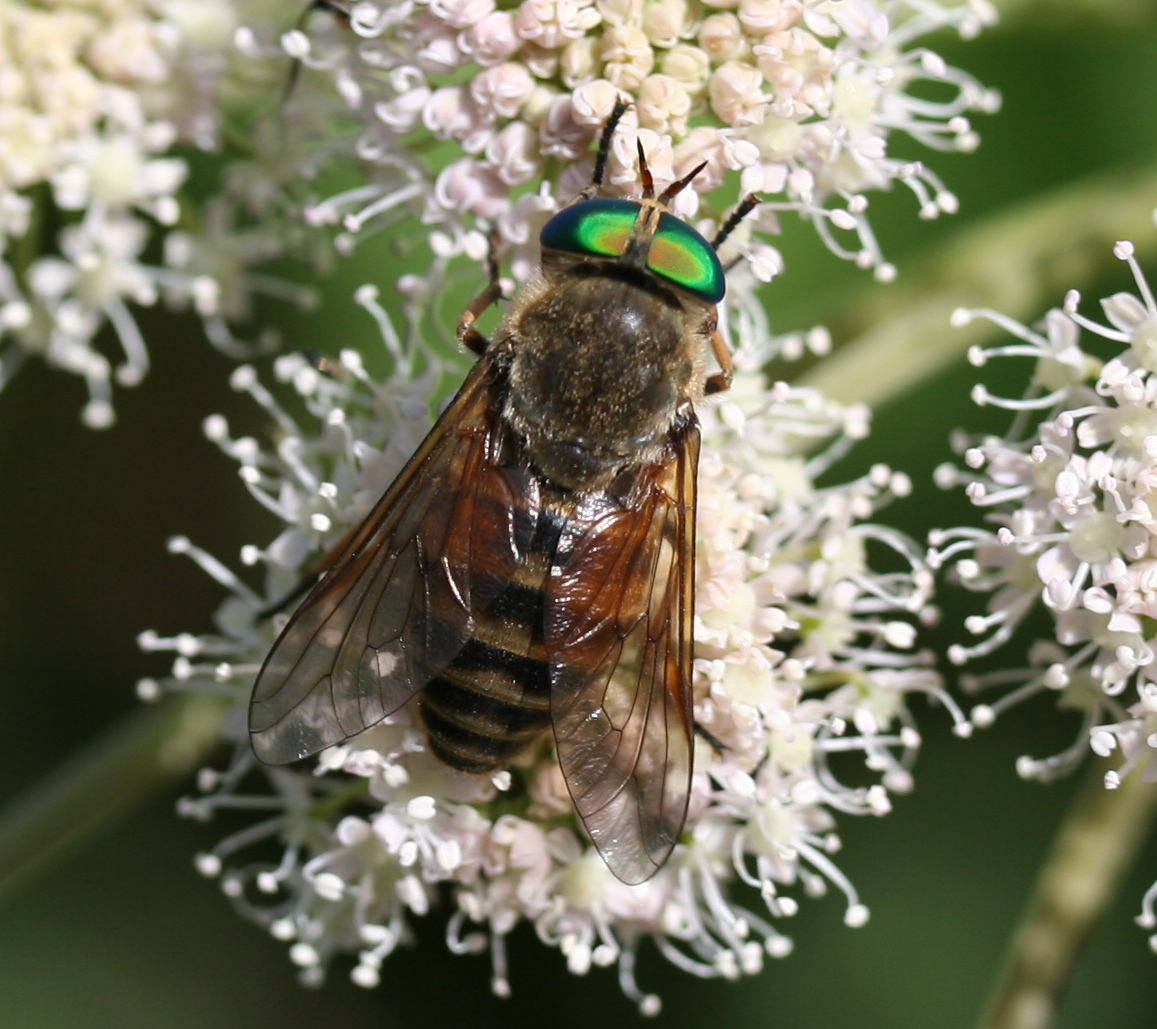
A dispetto della loro fama, i tafani si nutrono prevalentemente di nettare.

I maschi hanno invece regime dietetico glicifago e si nutrono esclusivamente a spese del nettare. Possono tuttavia alimentarsi occasionalmente succhiando il siero emesso dalle piaghe delle ferite sugli animali. Di particolare interesse biologico, evoluzionistico ed ecogeografico è il ruolo dei tafani come insetti impollinatori; in particolare va citato il caso del sottogenere Piloliche (Piloliche), comprendente specie afrotropicali caratterizzate da un singolare sviluppo in lunghezza dell'apparato boccale. Queste specie, in particolare Philoliche aethiopica, sarebbero i soli impollinatori, insieme ad altri brachiceri della famiglia Nemestrinidae, di varie piante del Sudafrica a corolla tubulosa molto lunga, appartenenti alle famiglie Orchidaceae, Iridaceae e Geraniaceae.

### Mobilità
Malgrado la struttura primitiva delle ali, i tabanidi sono buoni volatori e possono, potenzialmente, coprire anche grandi distanze. Tendono tuttavia a stazionare nell'ambiente frequentato dalle loro vittime e in genere si spostano con brevi voli. Prediligono gli spazi aperti, perciò, a differenza di altri ditteri molesti, non si rinvengono all'interno delle abitazioni e dei ricoveri zootecnici. Le aggressioni nei confronti dell'uomo avvengono perciò sempre all'aperto e con maggiore frequenza a spese delle persone che transitano o stazionano in prossimità di mandrie al pascolo.

## Sistematica

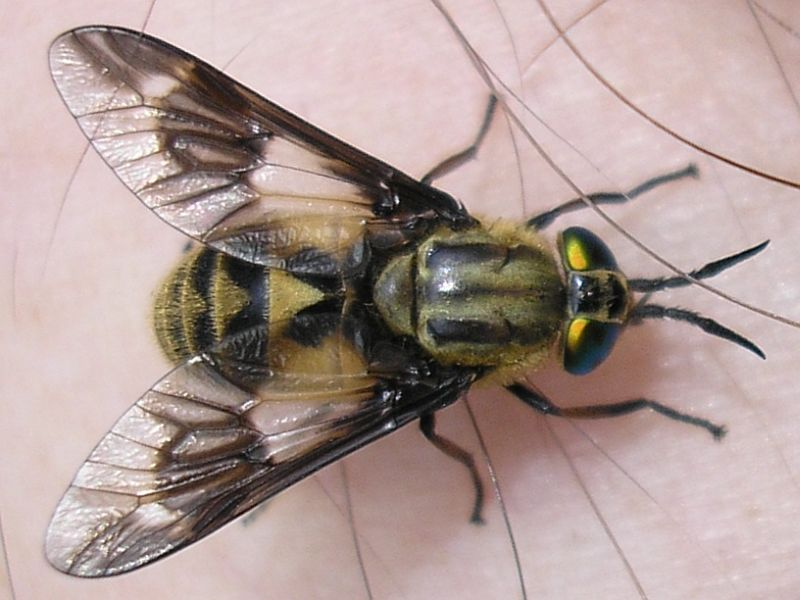
Chrysops del gruppo Chrysops italicus

La sistematica dei Tabanidae risente dell'ampia attenzione che da lungo tempo gli studiosi hanno dedicato a questa famiglia. I Tabanidae vantano infatti una notevole rappresentanza di esemplari conservati nelle collezioni e di specie descritte anche relative a regioni, come quelle tropicali, per le quali l'entomofauna è in generale ancora poco conosciuta. Il problema relativo a questo contesto è che il lavoro di revisione sistematica incontra dei limiti operativi quando di una specie si dispone solo di esemplari conservati in collezioni e di una vecchia descrizione: infatti le chiavi di classificazione, in passato, si basavano ampiamente sui caratteri cromatici degli occhi, soggetti ad alterazione nel tempo. Nell'ambito dei Tabanidae esistono perciò ancora molte specie, spesso uniche all'interno di un genere, la cui classificazione è basata esclusivamente sulla descrizione originaria dell'autore e gli elementi disponibili sono insufficienti per permetterne una esatta collocazione in un albero tassonomico articolato per famiglie e tribù. In letteratura, pertanto, diversi generi sono citati in una precisa collocazione sistematica, mentre per altri non si ha una collocazione generica all'interno della famiglia dei Tabanidae.
Non mancano i casi di incongruenza. Nel BioSystematic Database of World Diptera sono segnalate le specie Hystromyia leucochaeta Zimin, 1983, e Hystriomyia valentinae Zimin, 1983, come appartenenti ai Tabanidae, ma le sole informazioni relative al genere Hystriomyia Portschinsky, 1881, riguardano specie appartenenti ai Tachinidae.

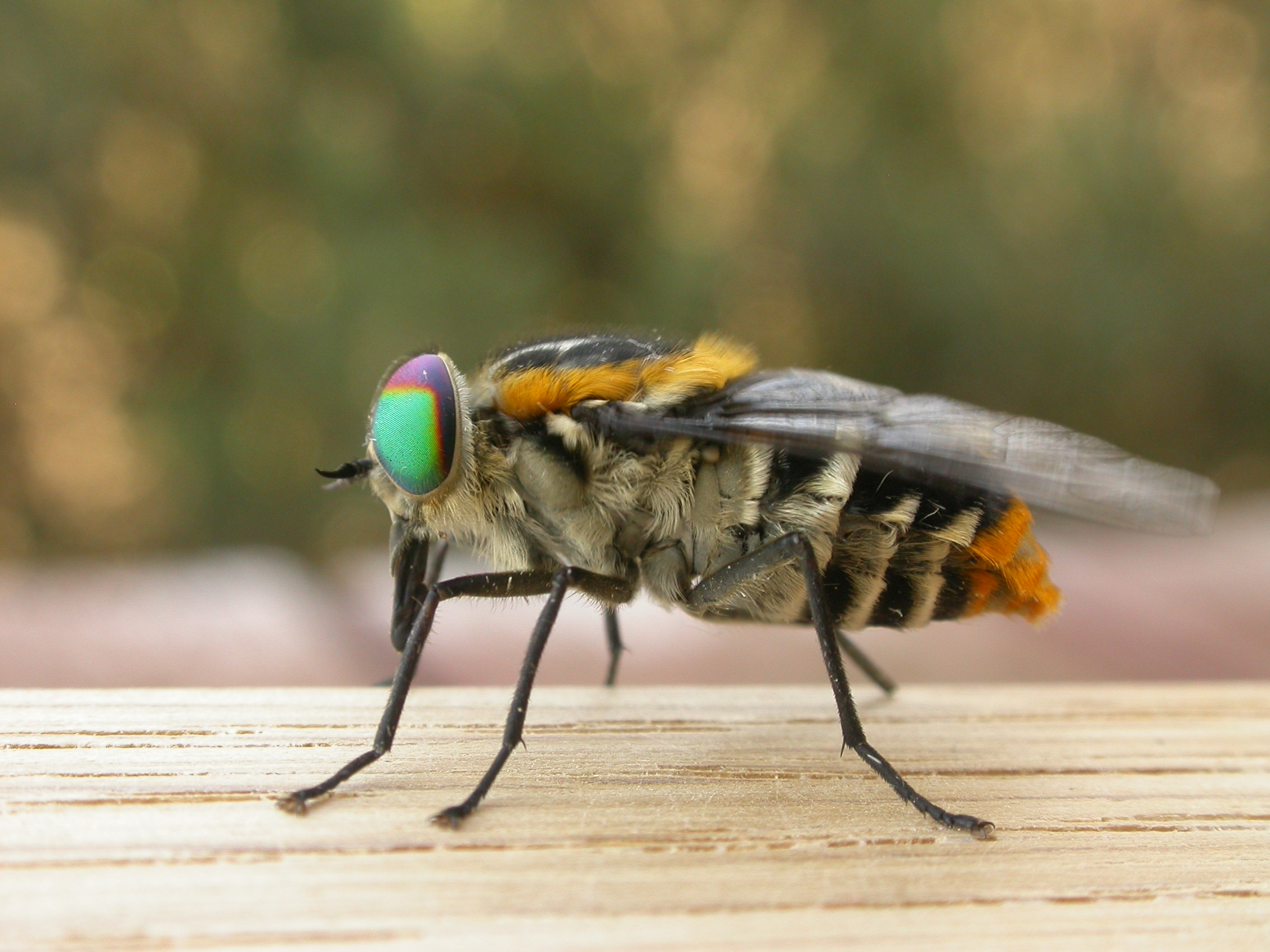
Scaptia auriflua

Il contributo più significativo a una moderna definizione della tassonomia dei Tabanidae si deve a I. M. Mackerras (1954, 1955), che suddivise la famiglia in quattro sottofamiglie, Chrysopinae, Pangoniinae, Scepsidinae e Tabaninae. Il nome Chrysopinae, derivato dal genere Chrysops, costituiva un conflitto di omonimia con una sottofamiglia dei Neurotteri, il cui nome deriva da Chrysopa (Neuroptera: Chrysopidae). Secondo le linee guida dell'International Code of Zoological Nomenclature la radice del nome di un taxon al rango di famiglia o sottofamiglia deve derivare dalla radice del nome del suo genere più rappresentativo; nel caso di un nome terminante in -a o -s, la radice si ottiene omettendo l'ultima lettera. Chrysops e Chrysopa producono la stessa radice, generando perciò l'omonimia di due sottofamiglie distinte perché appartenenti a due ordini differenti. In questi casi, il Codice contempla la risoluzione dell'omonimia applicando come radice, per una delle sottofamiglie o famiglie, il nome intero del genere. La sottofamiglia Chrysopinae dei Tabanidae è stata perciò rinominata in "Chrysopsinae"
In continuo aggiornamento, il numero di specie descritte ammonta attualmente a circa 4.400, ripartite fra oltre 140 generi. La suddivisione tassonomica della famiglia, secondo lo schema di Mackerras è la seguente:
- Famiglia Tabanidae

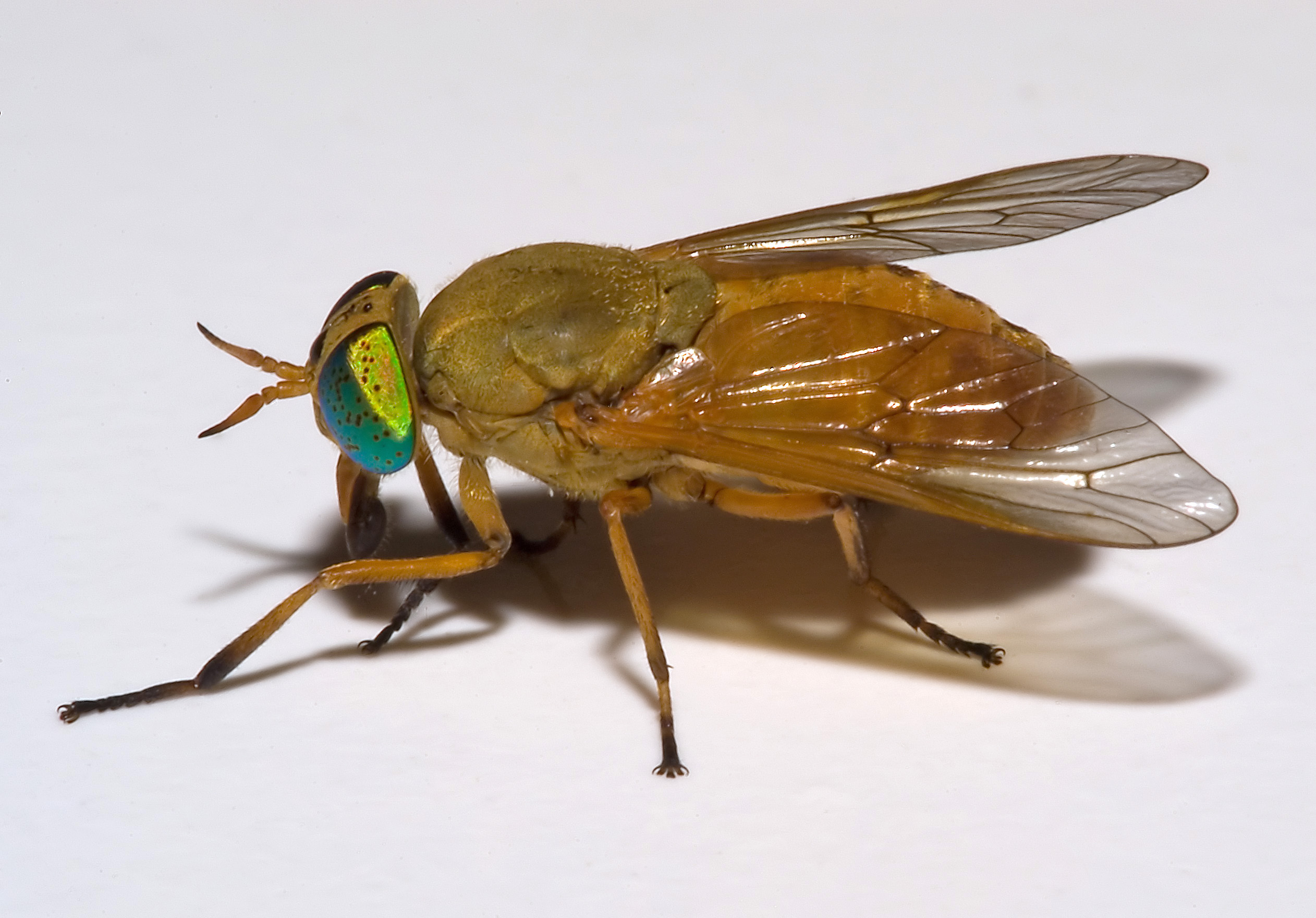
Silvius alpinus

- Sottofamiglia Chrysopsinae. Tribù:

- Bouvieromyiini
- Chrysopsini
- Rhinomyzini

- Sottofamiglia Pangoniinae. Tribù:

- Pangoniini
- Philolichini
- Scionini

- Sottofamiglia Scepsidinae. Non è contemplata la suddivisione in tribù. Vi sono compresi i generi Adersia, Braunsiomyia, Scepsis

- Sottofamiglia Tabaninae. Tribù:

- Diachlorini
- Daematopotini
- Tabanini

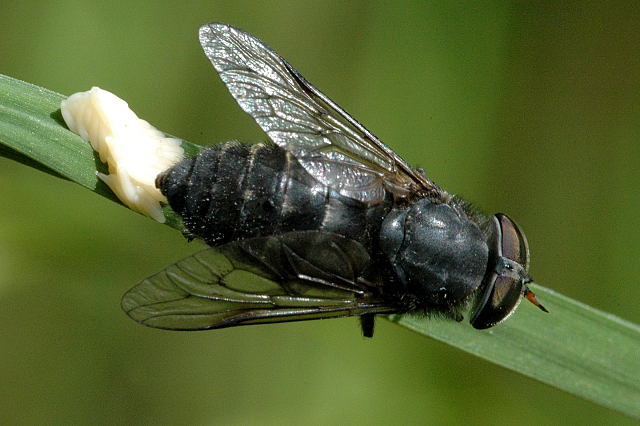
Hybomitra micans

Questo schema di ripartizione, largamente adottato ancora oggi, è incompleto a causa della difficoltà oggettiva di inserimento di diversi generi. Lo stesso Mackerras, nel suo ampio lavoro di riordino sistematico, non ha avuto modo di dare una precisa collocazione a diversi generi oppure ha formulato un posizionamento con riserva a livello di sottofamiglia ma non di tribù. È probabile che in un prossimo futuro la sistematica interna dei tabanidi possa essere ulteriormente migliorata con l'acquisizione di informazioni più approfondite dall'analisi cladistica, resta tuttavia l'incognita relativa alle numerose specie più o meno rare la cui descrizione verte su un vecchio lavoro di classificazione, aspetto ancora non risolto.
La letteratura dedica una particolare attenzione alle sottofamiglie più rappresentative, per diffusione e numero di specie (Chrysopsinae, Pangoniinae, Tabaninae). Le principali chiavi di determinazione si basano sulla presenza degli speroni tibiali e sul numero di flagellomeri nelle antenne:
- Chrysopsinae: speroni nelle zampe medie e posteriori e flagello composto da non più di sei articoli;
- Pangoniinae: speroni nelle zampe medie e posteriori e flagello composto da 8-9 articoli;
- Tabaninae: speroni solo nelle zampe medie.

## Filogenesi ed evoluzione

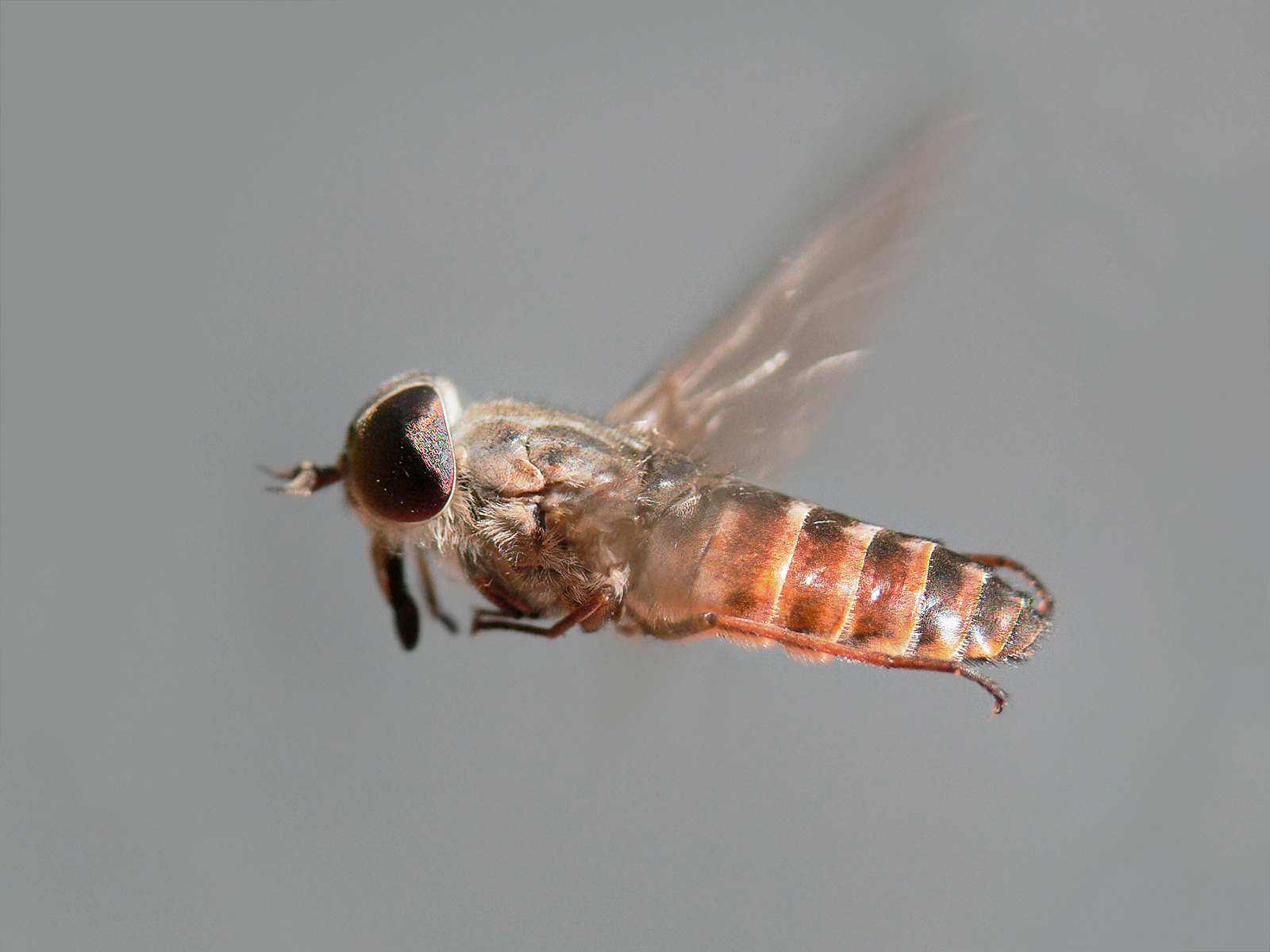
Femmina di tafano in volo.

Sotto l'aspetto evolutivo i tabanidi costituiscono un gruppo con particolari peculiarità, presentando nel loro ambito caratteri morfologici ed etologici tipicamente primitivi, come la complessità della struttura della nervatura alare, la struttura anulata del flagello antennale, la struttura stilettiforme dell'apparato boccale, l'ematofagia delle femmine, ma anche caratteri che si evidenziano con l'adattamento evolutivo dei ditteri parallelo all'evoluzione delle Angiospermae. In quest'ultimo caso è interessante la presenza di linee che manifestano lo sviluppo in lunghezza dell'apparato boccale come specializzazione nella glicifagia e che raggiunge la più alta espressione nei Philoliche sudafricani: la nutrizione in volo stazionario di questi insetti, sfruttando la lunga proboscide, è un esempio di convergenza evolutiva che riguarda da un lato altri ditteri primitivi (ad esempio i già citati Nemestrinidae) e, nell'ambito dei Lepidotteri, la famiglia degli Sphingidae. In ogni modo diversi caratteri, oltre all'associazione con piante a impollinazione entomogama, testimoniano una collocazione dei tabanidi nell'ambito dei ditteri che si sono evoluti dopo l'estinzione di gran parte dei ditteri primitivi occorsa fra il Giurassico e il Cretaceo.
La maggior parte dei fossili classificati fra i Tabanidae risalgono al Cenozoico, ma è documentato il ritrovamento di tabanidi più antichi risalenti al tardo Giurassico.
Sotto l'aspetto filogenetico, i tabanidi si posizionano come clade monofiletico nel ramo più tardivo dei Tabanoidea, in stretta correlazione con la famiglia degli Athericidae.

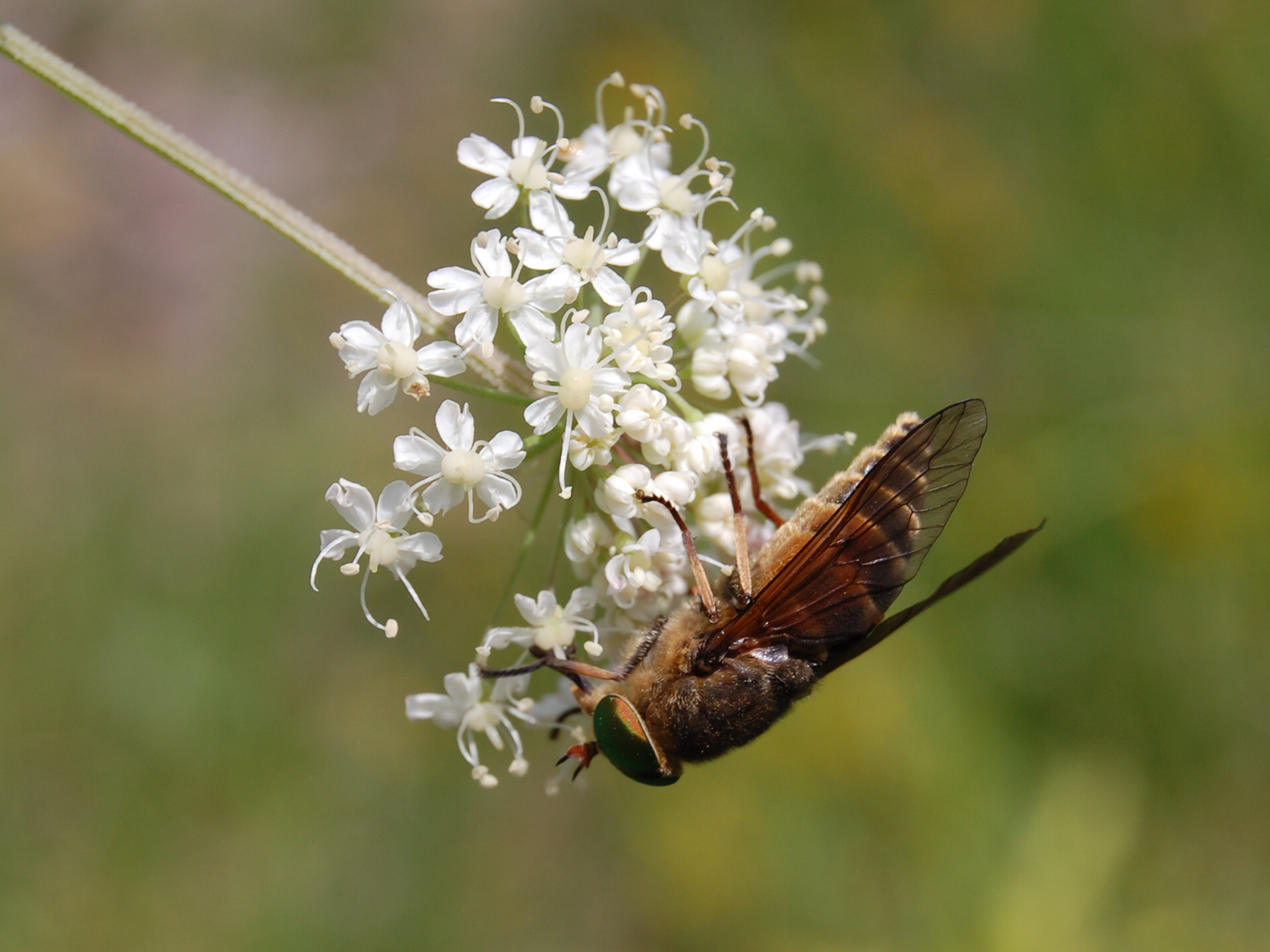
Tafano su un'infiorescenza

|  | Oreoleptis                                                |
|  |                                                           |
|  | \| \| Athericidae \| \| \| \| \| \| Tabanidae \| \| \| \| |
|  |                                                           |
|  | Athericidae                                               |
|  |                                                           |
|  | Tabanidae                                                 |
|  |                                                           |

|  | Athericidae |
|  |             |
|  | Tabanidae   |
|  |             |

|  | Oreoleptis                                                |
|  |                                                           |
|  | \| \| Athericidae \| \| \| \| \| \| Tabanidae \| \| \| \| |
|  |                                                           |
|  | Athericidae                                               |
|  |                                                           |
|  | Tabanidae                                                 |
|  |                                                           |

|  | Athericidae |
|  |             |
|  | Tabanidae   |
|  |             |

|  | Oreoleptis                                                |
|  |                                                           |
|  | \| \| Athericidae \| \| \| \| \| \| Tabanidae \| \| \| \| |
|  |                                                           |
|  | Athericidae                                               |
|  |                                                           |
|  | Tabanidae                                                 |
|  |                                                           |

|  | Athericidae |
|  |             |
|  | Tabanidae   |
|  |             |

|  | Oreoleptis                                                |
|  |                                                           |
|  | \| \| Athericidae \| \| \| \| \| \| Tabanidae \| \| \| \| |
|  |                                                           |
|  | Athericidae                                               |
|  |                                                           |
|  | Tabanidae                                                 |
|  |                                                           |

|  | Athericidae |
|  |             |
|  | Tabanidae   |
|  |             |

## Habitat e diffusione
I tabanidi sono in generale associati ad ambienti rurali o forestali e rifuggono dagli spazi chiusi. La maggiore concentrazione dei tafani ematofagi si rileva in località che ospitano elevate densità di popolazione dei potenziali ospiti. Le specie di maggiore interesse sanitario sono perciò più frequenti in zone ad alta vocazione zootecnica, soprattutto con animali allevati in stabulazione libera oppure al pascolo o allo stato brado, oppure presso parchi e riserve naturali che ospitano popolazioni di cervidi e altri ungulati.
Famiglia cosmopolita, il suo areale comprende anche le isole più remote di tutte le regioni zoogeografiche della Terra, con l'eccezione dell'Antartide, e si estende oltre il 60° di latitudine, fino al limite superiore della taiga. La maggiore concentrazione di specie si ha nelle regioni tropicali.
In Europa la famiglia è rappresentata da poco più di 200 specie ripartite fra 13 generi:
- Sottofamiglia Chrysopsinae. È rappresentata da poco più di 20 specie appartenenti ai tre generi:
  - Chrysops
  - Nemorius
  - Silvius

Il genere più rappresentativo è Chrysops, con 16 specie.
- Sottofamiglia Pangoniinae. È rappresentata da 21 specie, tutte appartenenti al genere Pangonius.
- Sottofamiglia Tabaninae. Comprende la maggior parte delle specie europee, ripartite fra i seguenti generi 
  - Atylotus
  - Dasyrhamphis
  - Glaucops
  - Hematopota
  - Heptatoma
  - Hybomitra
  - Philipomyia
  - Tabanus
  - Therioplectes

I generi più rappresentativi sono Tabanus (66 specie), Hybomitra (41 specie), Hematopota (28 specie) e Atylotus (17 specie).
In Italia sono segnalate circa 80 specie distribuite fra 11 generi:
- Atylotus (5 specie)
- Chrysops (9 specie)
- Dasyrhamphis (7 specie)
- Hematopota (9 specie)
- Hybomitra (15 specie)
- Nemorius (1 specie)
- Pangonius (9 specie)
- Philipomyia (2 specie)
- Silvius (1 specie)
- Tabanus (22 specie)
- Therioplectes (3 specie)

## Importanza economica e medico-sanitaria

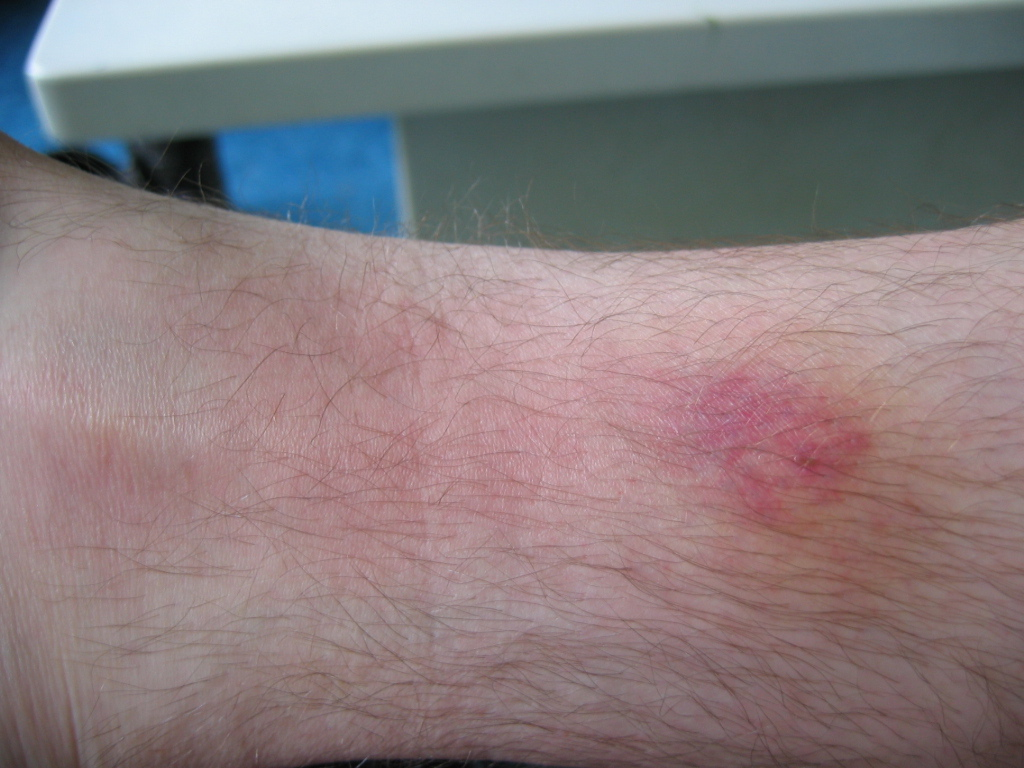
Effetto della puntura dei tafani

La dannosità dei Tabanidae ematofagi si manifesta in tre aspetti:
- danni economici causati al settore zootecnico
- disagi e malessere causati alle persone e agli animali domestici
- trasmissione di agenti patogeni

I danni economici sono dovuti alla riduzione delle produzioni zootecniche a causa dello stress causato sugli animali domestici attaccati sistematicamente dai tafani. L'accanimento persistente in parti del corpo non raggiungibili causano stress, riduzione dell'appetenza, indebolimento per il prelievo di sangue, trasmissione di infezioni più o meno gravi. Anche senza l'insorgere di malattie infettive, l'attività dei tafani porta alla riduzione dell'indice di conversione degli alimenti, del peso vivo, della secrezione lattea, con conseguenti perdite di produzione vendibile in termini di carne e latte.
Il disagio e il malessere sono dovuti al senso di fastidio provocato dall'insistenza con cui i tafani, anche quando sono isolati, si accaniscono sulla vittima. Al disagio si aggiunge anche il danno diretto provocato dalle punture: la puntura dei tafani è infatti dolorosa e provoca reazioni allergiche che si manifestano con irritazioni cutanee estese e prolungate nel tempo sotto forma di arrossamenti, gonfiori e prurito. Nei soggetti più sensibili, le punture dei tafani possono provocare shock anafilattico.
La possibilità di trasmissione di agenti patogeni rappresenta l'aspetto più estremo della dannosità dei tafani dal punto di vista medico e veterinario. Diversi tabanidi ematofagi sono potenziali vettori di virus, batteri, protozoi, nematodi, senza una particolare specificità biologica. Il motivo risiede nell'etologia dei tafani e nel meccanismo di trasmissione. La puntura dei tafani è molto dolorosa e quindi richiama subito l'attenzione della vittima, la cui reazione può interrompere l'alimentazione dell'insetto e costringerlo a spostarsi in un altro punto o su un altro ospite. Per completare un pasto, un tafano deve in genere praticare più punture e, spesso, su ospiti diversi, a breve distanza di tempo. Questo comportamento facilita la trasmissione accidentale e meccanica di agenti patogeni con un meccanismo analogo a quello della trasmissione di virus non persistenti da parte degli afidi sulle piante: il patogeno non instaura alcuna relazione biologica con il vettore, è prelevato per contatto accidentale dell'apparato boccale con il sangue di un ospite infetto e trasmesso subito dopo con la puntura su un ospite sano.
Alcune malattie che possono essere trasmesse accidentalmente dai tafani sono riportate nella seguente tabella:
| Affezione               | Agente eziologico | Tassonomia             | Ambito veterinario                   | Ambito umano | Fonte                |
| ----------------------- | ----------------- | ---------------------- | ------------------------------------ | ------------ | -------------------- |
| anemia infettiva equina | virus             | Lentivirus             | equini                               |              | [ 28 ] [ 29 ]        |
| antrace o carbonchio    | batteri           | Bacillus anthracis     | bovini                               | possibile    | [ 30 ]               |
| surra                   | protozoi          | Trypanosoma evansi     | varie specie selvatiche e domestiche | ?            | [ 31 ] [ 32 ] [ 33 ] |
| tularemia               | batteri           | Francisella tularensis | roditori, conigli, cervidi           | possibile    | [ 33 ] [ 34 ]        |

## Lotta contro i tafani
La lotta contro i tafani ematofagi è impossibile a causa dei seguenti motivi:
- l'habitat e l'etologia delle larve non permette interventi preventivi in questa fase, come è contemplato invece per i Nematoceri ematofagi;
- la dispersione degli adulti in ambienti aperti rende del tutto inefficace l'uso di insetticidi, a prescindere dall'impatto ambientale degli interventi di questo tipo;
- la presenza in spazi aperti rende inoltre impossibile l'adozione di barriere meccaniche.

La protezione preventiva del corpo con prodotti repellenti, disponibili in commercio è totalmente vana poiché i tafani non sono attirati dall'odore ma dal calore. Molti governi infatti hanno dimostrato che l'unico strumento efficace per la lotta dei tafani è la trappola per tafani.
In caso di punture si ricorre all'uso di prodotti specifici per il trattamento delle punture da insetti, come gli antistaminici e, in caso di infiammazioni più gravi e prolungate, all'uso di prodotti corticosteroidi combinati con antibiotici.